# Botrypus tibeticus
Botrypus tibeticus là một loài dương xỉ trong họ Ophioglossaceae. Loài này được Ching mô tả khoa học đầu tiên năm 1983.